# Astronomsko astronautičko društvo Zadar
Astronomsko astronautičko društvo Zadar, osnovano je 10. lipnja 1980. godine kao Astronomsko amatersko društvo Zadar. Osamdesetih godina u Društvu radi nekoliko sekcija, i to za: meteore, Sunce, povijest astronomije, astroarheologiju i astrofotografiju. 
U vrijeme osnivanja članovi su Društva imali nekoliko zapaženih radova iz praćenja promjena na Suncu, praćenju meteorskih rojeva i iz povijesti astronomije u Zadru. Sudjelovali su na nekoliko natjecanja te na kongresu astronoma bivše države. Početkom devedesetih rad Društva miruje sve do 1995. godine kada počinje s novim aktivnostima. Od tada udruga redovito održava razna predavanja za građanstvo (2-3 godišnje), izložbe, motrenja noćnog neba i sudjeluje na svim manifestacijama u Zadru i županiji koje su vezane uz njenu djelatnost.
Godine 1998. Društvo aktivira sekciju koja je dugo bila u sjeni astronomije, a to je drugi dio imena astronautika tj. raketno modelarstvo. Od 2005. godine modelari (rakete s padobranom i rakete s trakom u kategoriji osnovnih i srednjih škola) počinju intenzivno sudjelovati na raznim natjecanjima. Najplodnija godina Društva je 2007. godina kada osvaja tri zlatne i jednu brončanu pojedinačno, dok ekipno osvaja dva treća i jedno drugo mjesto. 

## Vanjske poveznice
- Službene stranice društva